# Cantonul Gleizé
Cantonul Gleizé este un canton din arondismentul Villefranche-sur-Saône, departamentul Rhône, regiunea Rhône-Alpes, Franța.

## Comune
- Arnas
- Blacé
- Cogny
- Denicé
- Gleizé (reședință)
- Lacenas
- Le Perréon
- Limas
- Montmelas-Saint-Sorlin
- Rivolet
- Saint-Cyr-le-Chatoux
- Saint-Julien
- Salles-Arbuissonnas-en-Beaujolais
- Vaux-en-Beaujolais